# Der Bulle von Tölz: Das Amigo-Komplott
Das Amigo-Komplott ist ein deutscher Fernsehfilm von Walter Bannert aus dem Jahr 1996 nach einem Drehbuch von Claus Peter Hant. Es ist die 1. Folge der Krimiserie Der Bulle von Tölz mit Ottfried Fischer als Hauptdarsteller in der Rolle des Hauptkommissars Benno Berghammer. Die Erstausstrahlung erfolgte am 14. Januar 1996 auf Sat.1.

## Handlung
Der Chef des örtlichen Wasserwirtschaftsamts, Franz Dechansreiter, wird im Dampfbad des Badekomplexbetreibers Dr. Alois Fink tot aufgefunden. Als Todesursache wird Herzversagen angenommen; allerdings hat Dechansreiter eine Handverletzung, die darauf hindeutet, dass er versucht hat, die Tür des Dampfbads von innen gewaltsam zu öffnen. Kommissar Benno Berghammer kennt die Frau des Toten von früher und überbringt ihr die traurige Nachricht. Die Apothekerin Andrea Dechansreiter reagiert gefasst und lässt ihn wissen, dass ihre Scheidung kurz bevorstand. Da hören sie Schüsse aus der Wohnung des Toten. Als sie nachschauen, ist niemand mehr zu sehen, aber die Wohnung ist verwüstet. Der Kommissar findet in den Scherben eines getroffenen Aquariums ein Projektil, das sich als Eigenbau für einen Colt von 1850 herausstellt.
Benno Berghammer bekommt eine neue Kollegin, Hauptkommissarin Sabrina Lorenz aus Berlin, die ihn fortan unterstützen soll. Damit sie Land und Leute kennenlernt, nimmt er sie sogleich mit auf Ermittlungstour zum Wasserwirtschaftsamt.
Im Blut des Toten werden Spuren von Hexagen gefunden, eine Substanz, die zugleich desinfiziert und betäubt. Ab 50 °C verdampft sie und führt, konzentriert eingeatmet, zu Kreislaufversagen, erst recht in einer Sauna. Berghammer nimmt die Flasche Hexagen mit, die im Bad gefunden wurde.
Entgegen der Aussage von Andrea Dechansreiter, wonach ihr Mann sanft wie ein Lamm war, findet Berghammer heraus, dass Franz Dechansreiter sehr wohl Feinde hatte, darunter eine ganze Menge Bauern, die er mit dem Anschluss an die öffentliche Trinkwasserversorgung zwangsbeglücken wollte. Beim Besuch des Wasserwirtschaftsamtes geraten die beiden Kommissare in eine Bauerndemonstration und erfahren, dass viele Brunnen versiegt sind, weil durch das neue Bad von Bäderkönig Fink der Grundwasserspiegel abgesunken ist. Nun machen die Bauern Dechansreiter dafür verantwortlich, weil er das Projekt von Amts wegen als unbedenklich eingestuft hat. Dechansreiters Sekretärin händigt den Kommissaren die betreffenden Unterlagen aus, doch das geologische Gutachten ist verschwunden, ebenso dessen Kopie. Die Befragung des örtlichen katholischen Geistlichen Prälat Barthel Hinter, der im Auftrag der Kirche besagtes Grundstück an Fink verkauft hat, bringt die Ermittlungen nicht weiter.
Von einer Mitarbeiterin des Bades erfährt Berghammer, dass Dechansreiter die Masseurin Mahima Shamlong des Öfteren geschlagen hat. Diese hat ihn vor fünf Jahren in Hongkong kennen und lieben gelernt. Warum er sie geschlagen hat, kann Frau Shamlong sich nicht erklären. Verlassen konnte sie ihn nicht, weil Dechansreiter alles bezahlt hat und sie eine Arbeitserlaubnis benötigt, die sie nur über Dr. Fink bekommt. Wie es nun ohne ihren "Sponsor" weitergehen soll, weiß sie nicht.
Auf einem Foto aus Dechansreiters Wohnung, aufgenommen in Hongkong, sind fünf Personen zu sehen: Prälat Hinter, Landrat Siegfried Wallner, Dr. Fink, Franz Dechansreiter und Mahima Shamlong. Da im Augenblick für sie am ehesten der Landrat als Täter in Frage kommt, fahren die Kommissare zu Wallner, der sich mitten im Wahlkampf befindet, aber dennoch Zeit erübrigt. Er räumt ein, dass die Reise nach Hongkong von Bäderkönig Fink bezahlt wurde, bestreitet aber, dass seine positive Entscheidung über die Genehmigung des Bades etwas damit zu tun hatte – laut eigener Aussage sei er aus wirtschaftlichen Gründen von Anfang an für das Projekt gewesen.
Eine Nonne erstattet im Kommissariat Anzeige, weil sie einen Unbekannten dabei überrascht hat, wie er in den Papieren von Prälat Hinter gestöbert hat. Benno Berghammer versucht vergeblich, nach ihrer Beschreibung ein Phantombild zu erstellen. Als Sabrina Lorenz, einer Eingebung folgend, den Bauern Toni Göbel abbildet, den Wortführer der Demo, trifft sie ins Schwarze. Die Nonne gibt an, der Dieb sei bei den Verträgen gewesen, die mindestens fünf Jahre zurücklägen.
Beim Bauern Göbel finden die Kommissare den Colt, der in Dechansreiters Wohnung abgefeuert wurde, nebst weiteren Handfeuerwaffen; da kommt der Besitzer gerade angeritten. Er nennt sein im Umbau befindliches Anwesen „Westerntown“. Er ist sauer auf Landrat Wallner, weil dieser ihm die Genehmigung verweigert. Zunächst streitet er den Einbruch bei Prälat Hinter und die Verwüstung von Dechansreiters Wohnung ab, doch lenkt er ein, als Berghammer ihm anbietet, gegen ein Geständnis auf die Beschlagnahme der Waffen zu verzichten. Die Kommissare erfahren von Göbel, dass der Prälat das Grundstück weit unter Preis an Fink verkauft hat. Sie konfrontieren den Bäderkönig mit den Fakten, doch dieser weist alle Vorwürfe von sich; da nehmen sie sämtliche Geschäftsunterlagen mit. Bei deren Durchsicht entdeckt Sabrina Lorenz zwei Überweisungen zu je einer Million Mark auf Konten in Luxemburg. Die Empfänger sind Prälat Hinter sowie Herr Dechansreiter, dessen Witwe nun eine Million Mark plus Zinsen erbt. Auf ihren neuen Reichtum angesprochen, sagt sie, sie habe schon immer das Geld ihres Mannes verwaltet und aus dieser einen Million inzwischen zwei gemacht. Im Falle einer Scheidung hätten sie das Geld geteilt. Es komme aber ohnehin dem Neuaufbau der Tagesstätte für krebskranke Kinder zugute.
Unter dem Vorwand, sie zu einer Wahlveranstaltung einzuladen, verschafft sich Landrat Wallner Zutritt zu Resi Berghammers Pension und setzt sie unter Druck, auf ihren Sohn einzuwirken, damit dieser die beschlagnahmten Geschäftsunterlagen an Fink zurückgibt. Als der Kommissar sich nicht darauf einlässt, kommt jemand vom Gewerbeaufsichtsamt, der feststellt, dass die Räume 10 cm zu niedrig sind.
Auf einer Wahlveranstaltung erzählt Toni Göbel dem Kommissar, er sei im Besitz eines Schreibens von Wallner an seinen Strohmann, den Bauunternehmer Schwarz, woraus hervorgehe, wem die Firma wirklich gehöre. Aus der Hand geben wolle er den Brief nicht, aber einen Blick hineinwerfen dürfe er. Der überaus interessierte Benno Berghammer verabredet sich mit dem Bauern für den folgenden Tag um 12 Uhr in einem Gasthaus, doch der Termin platzt, weil Göbel inzwischen den Brief an Wallner ausgehändigt und dafür im Eilverfahren die Bewilligung für „Westerntown“ erhalten hat.
Benno Berghammer erinnert sich daran, dass er bei einer Befragung ein Foto von Mahima Shamlongs Bruder gesehen hat, der ein Loch im Herz hat und demnächst operiert werden soll. In der Klinik erfährt der Kommissar von einer Krankenschwester, dass Mahima Shamlong den Eingriff aus eigener Tasche bezahlt. Wie das gehen soll, wird ihm klar, als er auf der Station Frau Shamlong und Andrea Dechansreiter antrifft, die ganz offensichtlich miteinander befreundet sind. Frau Dechansreiter erzählt ihm, dass auch sie von ihrem Mann wie Dreck behandelt wurde.
Als Resi Berghammer ihrem Sohn telefonisch mitteilt, dass ihr die Betriebsbewilligung entzogen wurde, ist er zutiefst erbost und will den Landrat festnehmen lassen, doch seine Kollegin wendet ein, dass keine Beweise gegen Wallner vorlägen. Kurz darauf ruft Frau Berghammer erneut an und lässt ihrem Sohn ausrichten, sie brauche Herztropfen. Im ersten Moment gerät er wieder in Rage, weil er die Herztropfen für überflüssig hält, doch dann hat er plötzlich eine Eingebung und eilt zur Apotheke von Andrea Dechansreiter. Er zeigt ihr die Flasche Hexagen und fragt, ob sie so etwas besorgen könne. Das gehe nur auf Bestellung, erwidert sie. Auf die Frage, ob sie es in letzter Zeit öfter bestellt habe, antwortet sie, diese Information sei in der Buchhaltung zu finden.
Aus den Geschäftsunterlagen der Apotheke geht hervor, dass das Hexagen für Mahima Shamlong bestellt wurde, also begibt sich der Kommissar erneut in die Klinik. Frau Shamlong gesteht den Mord, doch Berghammer will mit der Festnahme warten, bis ihr Bruder die Operation hinter sich hat. Da kommt Andrea Dechansreiter hinzu und räumt ein, gewusst zu haben, dass es so weit kommen werde, worauf der Kommissar sie wegen Beihilfe zum Mord festnimmt.
Resi Berghammer und Sabrina Lorenz haben inzwischen herausgefunden, dass die Pension wegen des bestehenden Denkmalschutzes nicht geschlossen werden darf. Nun befürchten die Kommissare aber, dass Landrat Wallner, Prälat Hinter und Bäderkönig Fink nichts nachgewiesen werden kann. Damit die „Amigos“ dennoch nicht ungeschoren davonkommen, sammeln Berghammer und Lorenz bei ihnen siebenstellige Spenden zugunsten der Tagesstätte für krebskranke Kinder.

## Hintergrund
Die Dreharbeiten wurden in Bad Tölz und im Kloster Schäftlarn durchgeführt; als Schauplatz für die „Pension Resi“ diente das Hollerhaus Irschenhausen.

## Kritik
Die Programmzeitschrift TV Spielfilm schreibt: „Der Krimi beleuchtet kritisch die politische Provinz.“